# Talisia caudata
Talisia caudata är en kinesträdsväxtart som beskrevs av J.A. Steyermark. Talisia caudata ingår i släktet Talisia och familjen kinesträdsväxter. Inga underarter finns listade i Catalogue of Life.